# Orfeón de La Mancha

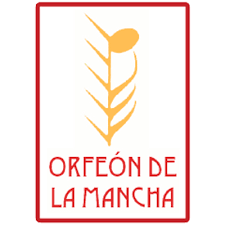

La Sociedad Musical Orfeón de La Mancha es la asociación musical más antigua de la provincia española de Albacete, con 45 años de actividad continua, con sede en la ciudad de Albacete. El Orfeón de La Mancha es considerado el embajador manchego del canto coral, ya que ha llevado el nombre de su ciudad y su cultura por el continente.

## Historia
La asociación sin ánimo de lucro fue fundada el 11 de junio de 1974 por Julio Sorribes Manzana, su primer director. Actualmente es dirigida por José Benjamín González Gomis.
A lo largo de sus cuarenta y cinco años de existencia ha ofrecido mil conciertos, todos ellos documentados, por toda la geografía española, así como en Portugal, Francia, Italia, Alemania, Suiza, Austria e Israel.
Pedro Gil Lerín regaló a Tobarra su propio himno, el Himno a Tobarra. Aunque  su estreno se realizó en el Gran Teatro el 22 de noviembre de 1955, fue en 1984 cuando el Orfeón de La Mancha interpretó una adaptación coral del mismo en la iglesia de la Asunción, alcanzando gran difusión y éxito. Entre los asistentes se encontraba el propio autor, Pedro Gil Lerín, que sería nombrado Hijo Adoptivo de Tobarra cuatro años después.
A partir de ese día, tanto la banda de música de la localidad como su coral Cristo de La Antigua interpretan el himno en sus acontecimientos más destacados (Juegos florales, Cierre del tambor en Domingo de Resurrección, etc.)
En colaboración con el Ayuntamiento de Albacete organiza y coordina desde 1993 el Encuentro coral San Juan, encuentro anual que reúne a las mejores corales de España y a prestigiosos compositores.
Durante el mes de diciembre de 1994, en la ciudad israelí de Jerusalén, un acto terrorista sorprendió al orfeón y a la alcaldesa Elvira Martínez en su gira por Tierra Santa. Un joven portador de una bomba atentó contra unos militantes judíos, y aunque el coro no corría peligro, el susto se quedó en el cuerpo.
Entre julio y agosto de 2008 colaboró con el grupo Niobeth en la grabación de su primer disco The Shining Harmony Of Universe, presentándolo en directo en 24 de enero de 2009 en el Teatro Circo de Albacete.
Participa anualmente con su canto en el Pregón y Apertura de la Feria de Albacete. Declarada desde 2008 Fiesta de Interés Turístico Internacional.
En colaboración con los actos organizados para el III Centenario de la Feria de Albacete, el Orfeón de La Mancha ha editado un disco de canciones, mayoritariamente manchegas, incluyendo los dos himnos más emblemáticos de esta ciudad (Himno a Albacete e Himno de la Coronación (Virgen de Los Llanos).
En 2010 puso en marcha su coro infantil-juvenil, formado por unos 50 niños, cuya madrina de honor fue la alcaldesa de Albacete, Carmen Oliver.

## Actuaciones notables
- Interviene en las XVI y XXI Jornadas Internacionales de Canto Coral en Barcelona.

- En el Teatro Circo (1975), durante la Noche de San Juan (Patrón de la ciudad de Albacete), el Orfeón de La Mancha reestrenó junto a la Banda Sinfónica Municipal de Albacete, el Himno a Albacete.

- Representa a España en Israel, seleccionado por la Asamblea Internacional de Corales “Navidad 1994”, actuando en Belén, Nazaret y Jerusalén.

- En 1996, junto con la Orquesta de L’Ampurdá, interpreta “Gloria” de Vivaldi.

- En el año 2001 estrena, junto a importantes solistas albaceteños, una selección del Oratorio de Haendel “Judas Macabeo”.

- En 2006 desarrolla a lo largo de diez conciertos el proyecto “Caminando España con Villancicos”.

- En 2007 realiza una gira por Italia, actuando en dos conciertos exclusivos en la ciudad de Florencia (S.ª M.ª de Ricci y Palagio Güelfa).

- En 2008 ofrece dos conciertos en la localidad francesa de Vienne, ciudad hermana de Albacete.

- En 2010 actúa en la Catedral de Portalegre y en la Basílica de Fátima (Portugal).

- En 2011 junto a producciones “La Folía, representa la Zarzuela “La Rosa del Azafrán”, siendo personalizada hasta el año 2013.

- En 2012 efectúa una gira por León y Asturias, realizando conciertos en el Santuario de Covadonga en Cangas de Onís, y la I.P. Sta. Marina La Real de León.

Durante ese año, participa en el Festival Nacional de Bandas, y en un acto institucional de Habaneras, con la Banda Sinfónica Municipal de Albacete.
- En 2013. Intervienen en el 2.º Encuentro Ibérico de Coros en Portalegre (Portugal), y en la I.P. Ntra. Sra. De la Asunción de Villahoz (Burgos), en una Boda alemana siendo parte del programa, el “himno católico” Großer Gott, wir loben dich, usado en los eventos especiales.

- En 2014. Realiza una gira por Galicia actuando en la Colegiata de Santa María del Campo (Coruña), S.A.M.I. de Santiago y la Basílica de Santa María (Pontevedra)

El 7 de noviembre de este mismo año, realiza el concierto del 40 Aniversario en la Catedral de San Juan Bautista, con una selección de Coros del Mesías,      orquesta de músicos profesionales, y los solistas; Ana Luisa Espinosa (Soprano), Mª José López (Contralto), Juan Francisco Sanz (Contratenor) y David Mancebón (Barítono).
- En 2015. Participan en el XXXV Encuentro Canto Coral de Villarrobledo en el XVII Concierto de Música Coral en Navidad en Villacañas (Toledo), en el XXIX Encuentro Provincial de Corales en Tarazona de La Mancha, así como en otros conciertos destacables como el de Navidad con la Banda Sinfónica Municipal de Albacete.

- En 2016. Gira por La Rioja, realizando conciertos en Logroño y en la Catedral de Santo Domingo de la Calzada.

- En 2017. Canta en La Eliana (Valencia) en el V Encuentro de Coros en la Calle, realizando un recorrido por toda la localidad, participa en el Homenaje al torero Dámaso González y Centenario de la Plaza de Toros de Albacete, III Encuentro Coral "Ciudad de Yecla" y hace realidad un "Belén Viviente Cantor".

- En 2018. Musical "Euterpe", tres conciertos de Opera con la Orquesta Sinfónica de Albacete (OSA) y uno de Zarzuela, Gira por Cantabría y el País Vasco, Concierto Participativo de El Mesías de G.F. Häendel en el Teatro Circo de Albacete, y Concierto Aniversario de los 120 años de la localidad de Hellín como ciudad.
- En 2019. Actuación en el Auditorio de la Hospedería Fonseca de Salamanca, dentro de la Celebración del 8.º Centenario de su Universidad, y participación en el Encuentro Nacional de Coros en Ribarroja de Túria

El 15 de noviembre, se realiza la obra "The Armed Men" de Karl Jenkins junto a la Banda Sinfónica Municipal de Albacete, para la celebración del 45 Aniversario.

## Discografía
- 1982 "Y tantos surcos..."
- 1998 "Himno a la Virgen de los Llanos"
- 2002 "Himnos de Albacete"
- 2005 "Albacete Canto Coral"
- 2008 "Canciones para un Proyecto"
- 2010 "Canciones para el Centenario"

## Premios y reconocimientos
- 1987: Premio a la mejor canción de origen en el XXXIII Certamen Internacional de Torrevieja.
- 1988: Mejor Villancico en la edición XIV del  Certamen de Villancicos de Rojales (Alicante).
- 1989: Premio a la mejor Dirección en la edición XXXV del C.I. de Torrevieja, primero de carácter internacional.
- 1991: Primer Premio en la XVII del Certamen de Villancicos de Rojales.
- 1994: Segundo premio en el I Concurso de Corales Castellano-Manchegas de R.N.E.
- 1997: Tercer premio en el VII Certamen de canción Castellana Villa de Griñón (Madrid).
- 2009: Primer premio en el XV Certamen Coral Internacional de Villafranca de los Barros (Badajoz).[5]